# 11161 Daibosatsu
11161 Daibosatsu (1998 BA8) là một tiểu hành tinh vành đai chính được phát hiện ngày 25 tháng 1 năm 1998 bởi T. Kobayashi ở Oizumi.